# Artèria subclàvia
En anatomia humana, les artèries subclàvies són artèries principals aparellades del tòrax superior, per sota de la clavícula. Reben sang de l'arc aòrtic. L'artèria subclàvia esquerra subministra sang al braç esquerre i l'artèria subclàvia dreta subministra sang al dret, amb algunes branques que subministren el cap i el tòrax. Al costat esquerre del cos, la subclàvia surt directament de l'arc aòrtic, mentre que al costat dret sorgeix de l'artèria braquiocefàlica relativament curta quan es bifurca en la subclàvia i l'artèria caròtide comuna dreta.
Les branques habituals de la subclàvia a banda i banda del cos són l'artèria vertebral, l'artèria toràcica interna, el tronc tirocervical, el tronc costocervical i l'artèria escapular dorsal, que es pot ramificar de l'artèria cervical transversa, que és una branca del tronc tirocervical. La subclàvia es converteix en l'artèria axil·lar a la vora lateral de la primera costella.

## Estructura
Des del seu origen, l'artèria subclàvia viatja lateralment, passant entre els músculs escalens anteriors i mitjà, amb l'escalè anterior a la seva part anterior i l'escalè mitjà per darrere. Això contrasta amb la vena subclàvia, que viatja per davant de l'escalè anterior. Quan l'artèria subclàvia creua la vora lateral de la primera costella, es converteix en l'artèria axil·lar.
Al costat dret l'artèria subclàvia sorgeix de l'artèria braquiocefàlica (innominada) darrere de l'articulació esternoclavicular dreta; al costat esquerre surt de l'arc de l'aorta. Els dos vasos, per tant, en la primera part del seu curs es diferencien en longitud, direcció i relació amb les estructures veïnes. L'artèria subclàvia esquerra fa uns 9 cm de llarg en adults, mentre que l'artèria subclàvia dreta fa uns 6 cm de llarg. Tots dos tenen una amplada de 9-12 mm.

### Parts
Per tal de facilitar la descripció, cada artèria subclàvia es divideix en tres parts:
- La primera part, també coneguda com a part preescalena,[4] s'estén des de l'origen del vas fins a la vora medial del múscul escalè anterior.[1]
- La segona part, també coneguda com a part escalena,[4] es troba darrere del múscul escalè anterior.[1]
- La tercera part, també coneguda com a part postescalena,[4] s'estén des del marge lateral del múscul fins al límit exterior de la primera costella, on es converteix en l'artèria axil·lar.[1][2]